# 무니아 메두르
무니아 메두르(Mounia Meddour, 1978년 5월 15일 ~ )는 프랑스, 알제리의 영화 감독, 영화 각본가, 영화 프로듀서이다.

## 작품 목록
- 파피차 (2018)
- 후리아 (미정)